# Vasa Isailović
Vasa J. Isailović (Irig, 29. januar 1878 — Beograd, 22. novembar 1956) bio je veliki župan sremski, gradonačelnik samoupravnog grada Pančeva, počasni građanin grada Petrovaradina itd.

## Biografija
Rođen 29. januara 1878, u Irigu, u Sremu. Gimnaziju sa maturom završio u Sremskim Karlovcima 1900, a pravni fakultet u Zagrebu 1904. Godine 1921. postao je veliki župan županije sremske i grada Zemuna, a 1922. oblasni župan sremske oblasti. Godine 1926. postavljen za gradonačelnika grada Pančeva. Predsednik opštine Pančeva 1926-1940. Isailović je pripadao Radikalnoj stranci. Odlikovan je ordenima Sv. Save III reda, Belog Orla III reda i Jugoslovenske krune III reda.
Matica srpska uključuje Vasu Isailovića u svoj popis značajnih Srba, te ga navodi kao urednika i izdavača.
Isailovićeva objavljena dela uključuju „O Iriškoj slepačkoj akademiji“.

## Potomci
Vasa Isailović je bio oženjen Katarinom Stojšić (1882-1975), i imao sledeće potomke: Gordanu Isailović (1906-2006), i Milivoja Isailovića (1911-1992), urednika i prevodioca:
- Gordana Isailović (1906-2006), supruga Teodosija Ristića (1895-1981), vicedirektora Prometne banke i sekretara Srpskog kulturnog kluba[7]; je imala sledeće potomke: Miodraga Ristića (*1938), psihijatra, i Slobodana Ristića (1941-2008), stomatologa
- Miodrag Ristić oženjen sa Ivonom Kanlif (1940-2007), i imao sledeće potomke: Katarinu Ristić (*1968), medicinsku novinarku,[8] i Elizabetu Ristić (*1970), nastavnika
- Elizabeta Ristić, supruga Marka Daglasa (*1972), ekonomiste, i imala sledećeg potomka: Zaharija Nikolasa Daglasa (*2010)